# Imuris
Imuris egy település Mexikó Sonora államának északi–középső részén. 2010-ben lakossága 3411 fő volt.

## Földrajz
Imuris Sonora állam közepétől északra, a Nyugati-Sierra Madre hegység északi részénél helyezkedik el a Bambuto és a Babasac folyók összefolyásánál. Ezen folyók közvetlen környezetében a település mellett mezőgazdasági területek terülnek el, tőlük kissé távolabb bozótos vidékek a jellemzők. A csapadék éves mennyisége 400–500 mm körüli.

## Népesség
A település népessége a közelmúltban folyamatosan növekedett:
| Év   | Lakosság |
| ---- | -------- |
| 1990 | 2035     |
| 1995 | 2486     |
| 2000 | 2836     |
| 2005 | 3089     |
| 2010 | 3411     |

## Története
A település neve a pima indiánok nyelvéből ered, pontos jelentésére többféle elmélet is létezik, amelyek közül a legvalószínűbbek szerint a név folyók közti fennsíkot vagy köves dombokat jelent.
A terület első lakói a felső pimák voltak, majd 1687-ben Eusebio Francisco Kino jezsuita hittérítő megalapította a San José de Imuris nevű missziós falut. A 19. század végére létrejött a Imuris község is, majd 1930-ban ideiglenesen a Magdalena nevű körzethez került, önállóságát kevesebb mint egy év múlva vissza is nyerte.

## Turizmus, látnivalók, kultúra
A település egyetlen műemléke a Szent József-templom, egyéb turisztikai látnivalói nincsenek. Minden év június 24-én Szent János napja alkalmából zenés–táncos népünnepélyt rendeznek. A község gasztronómiájának hírét leginkább a helyi quesadilla növeli.